# Po Dhar Kaok
Po Dhar Kaok (? - 1835) hoặc Nguyễn Văn Nguyên là phó vương của tiểu quốc Panduranga từ 1822 đến 1832.

## Tiểu sử
Po Dhar Kaok vốn là con trai của Po Klan Thu. Năm 1822, do cuộc nổi dậy của Ja Lidong, ông kế nhiệm cha làm phó vương, trong khi chính cha ông được tôn lập làm chánh vương. Tước hiệu của ông lúc đó là Cei Dhar Kaok. Vào năm 1828 thì Po Klan Thu băng hà, quan Tổng trấn Gia Định thành Lê Văn Duyệt bèn lập Cei Phaok The làm chánh vương với tước hiệu Po Phaok The, còn ông vẫn tại nhiệm phó vương nhưng được ban tước mới Po Dhar Kaok.
Trong nội bộ chính phủ Panduranga không nhất quán về thái độ bất tuân triều Nguyễn để hoàn toàn thần phục chính phủ Gia Định của Po Phaok The, vì trước sau gì xứ này cũng không đủ sức kháng cự nếu gây mếch lòng hai thế lực đó. Một số quan chức của Po Phaok The ra mặt phản đối kịch liệt và yêu cầu ông đấu dịu với triều đình Huế. Khoảng đầu năm 1832, nhân khi tình hình sức khỏe của Lê Văn Duyệt có biểu hiện suy sụp, Minh Mệnh đế sai người đi bắt Po Phaok The và Po Dhar Kaok về giam cầm tại Huế. Vua ban cho Po Phaok The Hán danh Nguyễn Văn Thừa và phong tước Diên Ân bá, lại ban tên Nguyễn Văn Nguyên (阮文元) cho Po Dhar Kaok, đều phải an trí ở kinh đô. Chưa đầy một tháng sau, Lê Văn Duyệt từ trần, không còn mối lo nào nữa, vua hạ lệnh xóa sổ quy chế Thuận Thành trấn, đặt Bình Thuận phủ và cử quan trực tiếp trấn nhậm. Sự kiện này được giới khoa học coi là đánh dấu kết lịch sử tự trị của người Panduranga cũng như Champa.
Năm 1834, Quản cơ, hàm Vệ úy Nguyễn Văn Thừa (Po Phaok The) bị Đỗ Văn Hoan tố cáo về việc thông đồng với Lê Văn Khôi. Sau đó, cả Nguyễn Văn Thừa và Nguyễn Văn Nguyên (Po Dhar Kaok) bị tống giam.
Nhưng sau khi Po Phaok The đã bị bắt giam, một số tu sĩ như Katip Sumat và Ja Thak Wa xách động quần chúng nổi dậy. Nhằm tháng 4 năm Ất Mùi (1835), sau khi dẹp được cuộc khởi nghĩa Ja Thak Wa, Minh Mệnh đế hạ lệnh xử giảo cả Po Phaok The và Po Dhar Kaok.

Sử nhà Nguyễn ghi:
Năm 1835 ... Thổ dân Bình Thuận khởi biến. Trước đây, khi Thuận Thành đã đổi đặt làm phủ huyện, sau đó Nguyễn Văn Thừa và Nguyễn Văn Nguyên bị bắt vì việc thông đồng với giặc bị phát giác. Thuộc hạ của chúng là Cai đội Nguyễn Văn Giảng, phân tri 分知 Mai Văn Văn sợ vạ lây, liền liên kết với bọn cai, phó tổng Trúc Văn Lân,  Long Văn Thiêm và Lâm Văn Bình âm mưu làm phản. Chúng đúc ấn nguỵ, đặt quan chức nguỵ (nguỵ tuân chức cũng như người Kinh gọi là mưu chủ ; nguỵ tả hữu phan dung cũng như Kinh gọi là tả, hữu tướng quân ; nguỵ cai đội cũng như Kinh gọi là chưởng cơ ; nguỵ lâu lang cũng như Kinh gọi là tiền phong, nguỵ thứ quan, nguỵ kha nhi, cũng như Kinh gọi là đội trưởng, nguỵ kha nô cương cũng như Kinh gọi là thứ đội trưởng), dụ dỗ dân Thuộc Man hợp với thổ dân làm giặc, đông đến vài nghìn người lấn xuống các địa hạt Giang Man, Phù Trường (thuộc huyện Tuy Định), Xuân Vi, Lịch Mô (đều là tên thôn thuộc huyện Hoà Đa), cướp bóc giết chóc dân Kinh. Tỉnh phái thí sai Quản cơ Tả cơ Thuận – Ngãi là Dương Văn Khoa và Phó quản cơ Hữu cơ là Trương Văn Bính mang quân đi tiễu chém được đầu giặc Man, 4 đầu thổ phỉ và bắt được 13 tên thổ phỉ ; còn đều trốn chạy vào rừng. án sát Phan Phu đem việc tâu lên.
...

Ất Mùi, Minh Mệnh năm thứ 16 [1835], mùa hạ, tháng 6 ... Dòng dõi vua nước Chiêm Thành là bọn Nguyễn Văn Thừa 阮文承 [Po Phaok The], Nguyễn Văn Nguyên 阮文元 [Po Dhar Kaok] phạm tội, bị giết. Trước đây, việc thông với giặc bị phát giác, Thừa đã nhận tội cả, còn Nguyên vẫn giảo quyệt, chối quanh. Bộ Hình đem án dâng lên, chậm vài tháng. Đến đây, vua dụ rằng : "Nguyễn Văn Thừa, Nguyễn Văn Nguyên đều là dòng dõi vua Chiêm Thành, ông cha chúng đời chịu ơn nước. Gần đây, ta lại sai dựng miếu Chiêm Thành, sắp phong tước mới để việc thờ cúng được dài mãi đời đời. Cái nghĩa nối lại dòng dõi đã đứt, gây lại họ đã tàn, tai mắt người ta đều thấy, nghe cả đó. Thế mà bọn chúng mang lòng như kiêu kính [Con kiêu 梟 ăn thịt mẹ, con phá kính 破獍 (giòng muông) ăn thịt bố, con phá kính người ta còn gọi là nó là con kính 獍, vì thế nên gọi kẻ bất hiếu là kiêu kính 梟獍.], ngầm thông với giặc nghịch ở Phiên An. Thực tình việc này đã do Đỗ Văn Hoan khai ra rồi và đã phái viên chức tra hỏi, lại giao bộ Hình xét lại, khép vào hình phạt nặng, để xứng với tội. Ta còn nghĩ : vụ án này là án phản nghịch, tội đến cực hình, hoặc giả còn có một, hai điều ngờ trong trăm nghìn phần, nên chưa nỡ dùng ngay pháp luật. Nay xét ra Thổ Man Bình Thuận gây sự, trước đây, chém được 2 tên phạm đều là thân thuộc và người làng bọn kia. Gần đây lại bắt được giặc Man là Đinh Mỗ xưng rằng Tiêm Vô trước ở Phiên An, đưa thư của nghịch Khôi cho Nguyễn Văn Thừa nhận lấy. Thế thì bọn chúng âm mưu làm trái phép. Việc đã rõ ràng, đích xác, há nên còn để lâu ngày, trì hoãn việc giết ? Vậy, Nguyễn Văn Thừa, Nguyễn Văn Nguyên tức thì lăng trì xử tử, chặt đầu bêu 3 ngày ; tòng phạm là bọn Nguyễn Văn Lầy, Nguyễn Văn Bộ đều chém đầu".